# Tehnologia informației și comunicațiilor
Tehnologia informației și comunicațiilor (TIC) este un termen extins pentru tehnologia informației (TI), care subliniază rolul comunicațiilor unificate și integrarea telecomunicațiilor (linii telefonice și semnale wireless) și calculatoare, precum și software-ul necesar pentru întreprinderi, middleware , sisteme de stocare și audiovizuale, care permit utilizatorilor să acceseze, să stocheze, să transmită și să manipuleze informații.
Termenul TIC este de asemenea utilizat pentru a face referire la convergența rețelelor audiovizuale și telefonice cu rețelele de computer printr-un singur sistem de cabluri sau legături. Există stimulente economice mari pentru a îmbina rețeaua de telefonie cu sistemul de rețea computerizată folosind un sistem unic de cablare, distribuție de semnal și gestionare. TIC este un termen umbrelă care include orice dispozitiv de comunicare, care cuprinde radio, televiziune, telefoane mobile, hardware și rețea, sisteme de satelit și așa mai departe, precum și diversele servicii și aparate cu acestea, cum ar fi conferința video și învățarea la distanță.
TIC este un subiect larg, iar conceptele evoluează. Acesta acoperă orice produs care va stoca, prelua, manipula, transmite sau primi informații electronic într-o formă digitală (de exemplu, calculatoare personale, televiziune digitală, e-mail sau roboți). Pentru claritate, Zuppo a furnizat o ierarhie TIC în care toate nivelurile ierarhiei „conțin un anumit grad de comunitate, prin faptul că sunt legate de tehnologii care facilitează transferul de informații și diverse tipuri de comunicații mediate electronic” . Filozoful Piyush Mathur a identificat diferențe teoretice între tehnologiile de comunicare interpersonală și tehnologiile de comunicare în masă . Cadrul de competențe pentru epoca informației este unul dintre numeroasele modele pentru descrierea și gestionarea competențelor pentru profesioniștii TIC pentru secolul XXI.

## Legături externe
- ICT Facts and Figures
- ICT Industry Statistics